# 緊急情況法令
紧急情况法令（英語：Emergencies Act）是加拿大國會于1988年通过的一项法律，根據該法律，加拿大联邦政府在遇到紧急情况和战争情况時可以采取特别临时措施加以应对，例如政府可以下令金融機構暫停以及凍結個人賬戶資金。不過政府的任何行為继续受《加拿大權利與自由憲章》和《加拿大权利法案》的约束。 :16该法令通過後，1914年通过的《战争措施法令》（War Measures Act）同步廢除。
根据《緊急情況法令》 ，加拿大內閣可以宣布国家進入紧急状态，以应对任何现有法律都无法处理的紧急和危急情况。在宣布国家紧急状态之前，加拿大內閣需与該國各省的内阁進行协商。如果各省内阁表示自己可以處理突發狀況，则不應該實施《緊急情況法令》。
為應對「2022年自由車隊」的抗議，加拿大自由黨總理賈斯汀·杜魯道啟動《緊急情況法令》。這是《緊急情況法令》第一次被加拿大當局實施。
2024年01月23日，聯邦法院法官裁定自由黨政府兩年前利用《緊急情況法令》結束自由車隊的抗議是不合理和侵犯了加拿大權利與自由憲章權利。。